# 大阪市立阿倍野中学校
大阪市立阿倍野中学校（おおさかしりつ あべのちゅうがっこう）は、大阪府大阪市阿倍野区にある公立中学校。

## 概要
1955年に創立した。総合的な学習の時間では、地域・進路・国際理解・福祉の4つの課題で、地域と連携しながら取り組みをおこなっている。
学校敷地は、別の場所に移転した大阪市立昭和中学校の旧敷地を転用している。創立当初は昭和中学校分校（現在地に完全移転前に旧敷地を分校として一部使用していた）と敷地を共用していた。なお学校敷地は、学制改革前は高等科単独の小学校・大阪市昭和高等小学校（昭和国民学校）として使用されていたこともあった。
学校敷地は同校の通学区域外にある。仮校舎の予定で現在地に開校し、校区内に適当な学校敷地を探して移転する構想を立てていたが、結果的に学校敷地が見つからなかったためにそのまま現在地を本校舎として現在に至っている。
1990年に大阪市教育委員会から「帰国した子どもの教育センター校」の指定を受けた。センター校指定は、大阪市立豊崎中学校（北区）に次いで2校目となっている。海外から帰国した生徒のうち、日本語指導が必要な生徒を対象に、通級による日本語指導教室を開講している。生徒は居住地域の学校に所属しながら、週数回この学校で日本語指導を受ける。また帰国生徒の教育問題について、所属校からの教育相談もおこなっている。

## 沿革
- 1955年4月1日 - 大阪市立阿倍野第五中学校（仮称）として現在地に設立。大阪市立阪南中学校内に分校を設置。
- 1955年6月3日 - 校名が正式決定し、大阪市立阿倍野中学校と称する。
- 1957年10月8日 - 校歌制定（小野十三郎作詞）。
- 1957年12月12日 - 阪南中学校内の分校を廃止。
- 1966年3月31日 - 1965年度文部省指定統計調査・地方教育費調査実施優良校として、文部大臣より表彰を受ける。
- 1989年4月 - 制服を改定（新1年生より）。
- 1990年4月1日 - 大阪市教育委員会から「帰国した子どもの教育センター校」に指定される。

## 通学区域
- 大阪市立阿倍野小学校の通学区域全域。
- 大阪市立苗代小学校の通学区域の一部。

大阪市阿倍野区 王子町2丁目・3丁目の全域、阪南町1丁目の一部および2丁目・3丁目の全域、阿倍野筋4丁目の一部、昭和町1丁目の全域、桃ヶ池町1丁目の一部。

## 出身者
- 山本潤子 - 歌手（ハイ・ファイ・セット等のボーカル）
- 大口善徳 - 衆議院議員
- ハイヒールモモコ- 吉本興業
- ボンざわーるど-吉本新喜劇吉本興業
- 北野颯太 - セレッソ大阪

## 交通
- 地下鉄御堂筋線 昭和町駅 南東へ約500m。
- 地下鉄谷町線 文の里駅 南へ約600m。
- JR阪和線 南田辺駅 北西へ約600m。